# Heinz Rennau
Heinz Rennau (* 20. Februar 1899 in Demker; † 27. April 1976 in Bonn) war ein deutscher Oberregierungs- und Oberkriminalrat, Leiter der Reichsschule und Referatsleiter im Reichssicherheitshauptamt.

## Leben
Als Heinrich F. Rennau wurde der, später Heinz Rennau Benannte, 1899 in Demker in der Altmark geboren. Während des Ersten Weltkrieges war er an der Westfront eingesetzt und geriet hier in englische Kriegsgefangenschaft. Nach einem Jahr Internierung kehrte er nach Deutschland zurück. Anschließend nahm er ein Studium der an der Ludwigs-Universität Gießen auf, das er am 17. September 1923 mit der Dissertation zur Entwicklung des Potsdamer Finanzwesens als Dr. phil. abschloss. Seit Wintersemester 1917/18 gehörte er der Gießener Burschenschaft Germania an. Zum 1. Mai 1933 trat er der NSDAP bei (Mitgliedsnummer 2.335.949). In den Jahren von 1935 bis 1939 war er bei der Gestapo in Oppeln im Bereich der Exekutive tätig. In diesen Jahren wurde er auch Mitglied der SS (SS-Nummer 280.275), sein Vorgesetzter reichte ihn 1937 zu einer Beförderung zum SS-Unterführer ein.
Im Organigramm des Reichssicherheitshauptamtes von 1940 wurde Heinz Rennau als Referatsleiter im Amt I B (Erziehung, Ausbildung, Schulung) benannt. Im Januar des Folgejahres wurde er bereits als Regierungs- und Kriminalrat in dem von Generalmajor der Polizei Bruno Streckenbach geleiteten Amt I geführt. Sein direkter Vorgesetzter war der Gruppenleiter von I B (Erziehung, Ausbildung und Schulung) Erwin Schulz. Rennau selbst war als Referatsleiter I B 4 (sonstige Lehrpläne) eingesetzt. Im September 1942 Oberregierungsrat ernannt und im November zum SS-Obersturmführer befördert. Bis 1943 war Rennau zum Stellvertreter des Gruppenleiters I B (Nachwuchs, Erziehung und Ausbildung), SS-Obersturmbannführer Rudolf Hotzel aufgerückt. Im gleichen Jahr wurde er, als Oberkriminalrat, mit der Führung der Geschäfte der Reichsschule der Sicherheitspolizei und des Sicherheitsdienstes in Prag beauftragt. Mit dem Vorrücken der Frontlinien in Richtung Prag wurde Rennau zum 1. Juni 1944 nach Brünn versetzt und übernahm hier die Leitung der Staatspolizeileitstelle. Kurz vor Kriegsende im Frühjahr 1945 hatte er im skandinavischen Raum, von der deutschen Botschaft in Schweden aus, die Rettungsaktion des Roten Kreuzes unter der Bezeichnung „Weiße Busse“, zur Rückführung von norwegischen und dänischen Häftlingen aus deutschen Konzentrationslagern nach Skandinavien mit zu organisieren. Dazu gehörte auch die Begleitung des schwedischen „Rote-Kreuz“ Präsidenten Folke Bernadotte, der diese Aktion ins Leben gerufen hatte, am 7. Mai 1945 von Kopenhagen nach Schweden. Nach seiner Ankunft in Schweden wurde Rennau dort festgesetzt und anschließend nach Lübeck ausgewiesen. Als er am 18. August 1945 in Deutschland eintraf, wurde er von den britischen Streitkräften in Haft genommen und verhört.
Die Internierung von Heinz Rennau, letzter Aufenthalt war im Kriegsgefangenenlager Gießen, dauerte bis 1952. Nach seiner Entlassung war er unter anderem beim Ascard Verlag tätig. Ab 1970 hatte er seinen Wohnsitz im Raum Bonn. Hier verlieren sich seine Spuren.

## Publikationen
- Die Entwicklung des Potsdamer Finanzwesens im Laufe des 18. Jahrhunderts, Dissertation Universität Giessen 1922